# Parafia św. Ojca Pio w Pniewie
Parafia pw. św. Ojca Pio w Pniewie – parafia rzymskokatolicka, należąca do dekanatu Gryfino, archidiecezji szczecińsko-kamieńskiej, metropolii szczecińsko-kamieńskiej. W parafii posługują księża diecezjalni. Według stanu na wrzesień 2018 proboszczem parafii był ks. Józef Dudek. 

## Miejsca święte

### Kościół parafialny
Kościół św. Ojca Pio w Pniewie

### Kościoły filialne i kaplice
- Kościół Niepokalanego Serca Najświętszej Maryi Panny w Krajniku[1]
- Kaplica w DPS w Nowym Czarnowie[1]
- Kościół św. Krzysztofa w Steklnie[1][4]